# George Wald

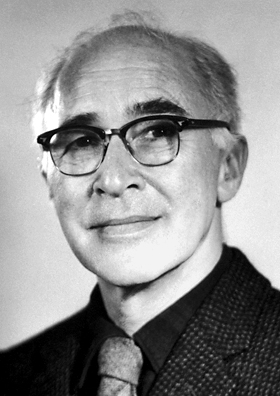
George Wald

George Wald, född 18 november 1906 i New York, New York, USA, död 12 april 1997 i Cambridge i Massachusetts, var en amerikansk biokemist och fysiolog.
Walt tilldelades, tillsammans med Ragnar Granit och Haldan Keffer Hartline, 1967 Nobelpriset i fysiologi eller medicinför deras upptäckter rörande de primära fysiologiska och kemiska synprocesserna i ögat, bland annat A-vitaminets betydelse för synförmågan. Han tilldelades 1953 Albert Lasker Basic Medical Research Award.

## Biografi
Wald var son till Ernestine (Rosenmann) och Isaac Wald, judiska invandrare. Han ingick i den första avgångsklassen på Brooklyn Technical High School i New York 1923, varefter han tog kandidatexamen vid New York University 1927 och doktorsexamen i zoologi vid Columbia University 1932.
Efter examen fick Wald ett resestipendium från US National Research Council, som han använde för att arbeta i Tyskland med Otto Heinrich Warburg där han identifierade vitamin A i näthinnan. Han fortsatte sedan att arbeta i Zürich, Schweiz med upptäckaren av vitamin A, Paul Karrer, och arbetade därefter en kort tid med Otto Fritz Meyerhof i Heidelberg, Tyskland, men lämnade Europa för University of Chicago 1933 när Adolf Hitler kom till makten och livet i Europa blev farligare för judar. År 1934 började han arbeta på Harvard University där han blev instruktör och sedan professor.

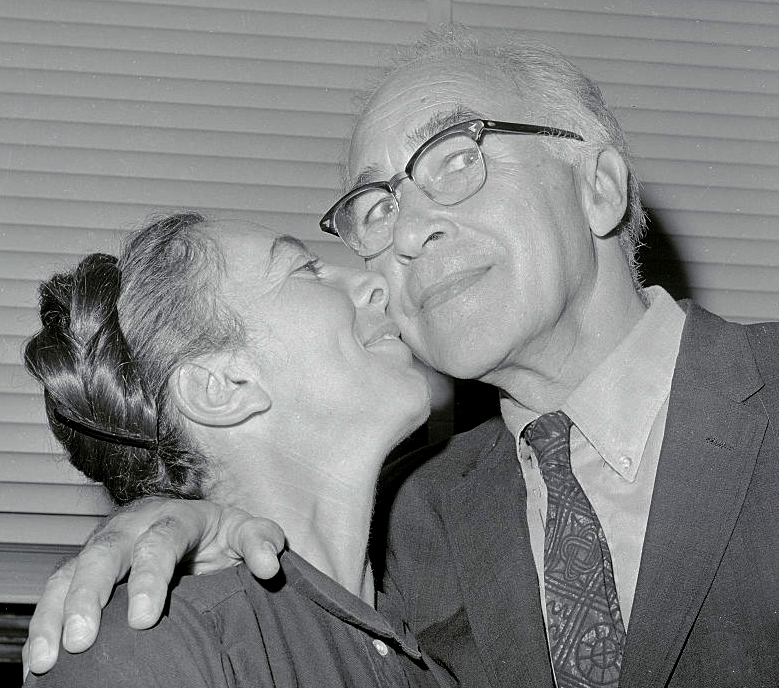
George Wald med hustrun Ruth Hubbard,1967

Wald gifte sig två gånger: 1931 med Frances Kingsley och 1958 med biokemisten Ruth Hubbard. Han hade två söner med Kingsley — Mikael och David och med Hubbard en son – den prisbelönta musikforskaren och musikern Elijah Wald– och en dotter, Deborah, framstående familjerättsadvokat. Han var ateist.

## Vetenskapligt arbete
Som postdoktor upptäckte Wald att vitamin A var en komponent i näthinnan. Hans fortsatta experiment visade att när pigmentet rodopsin utsattes för ljus, gav det proteinet opsin och en förening som innehåller vitamin A. Detta tyder på att vitamin A var viktigt i näthinnans funktion.

Wald plottade absorbansen av stavpigment (svarta kurvan), och slutligen absorbansen av tappigment (röd, grön och blå kurva)

På 1950-talet använde Wald och hans kollegor kemiska metoder för att extrahera pigment från näthinnan. Sedan kunde de, med hjälp av en spektrofotometer, mäta pigmentens ljusabsorption. Eftersom absorbansen av ljus av näthinnepigment motsvarar de våglängder som bäst aktiverar fotoreceptorceller, visade detta experiment de våglängder som ögat bäst kunde upptäcka. Men eftersom stavceller utgör det mesta av näthinnan, var det som Wald och hans kollegor specifikt mätte absorbansen av rodopsin, det viktigaste fotopigmentet i stavar. Senare, med en teknik som kallas mikrospektrofotometri, kunde han mäta absorbansen direkt från celler, snarare än från ett extrakt av pigmenten. Detta tillät Wald att bestämma absorbansen av pigment i tappcellerna (Goldstein, 2001).

## Utmärkelser och hedersbetygelser
Wald valdes in i National Academy of Sciences 1950 och tilldelades 1967 Nobelpriset i fysiologi eller medicin för sina upptäckter om synen. År 1966 tilldelades han Frederic Ives-medaljen av OSA (Optical Society of America) och 1967 Paul Karrer-guldmedaljen av Zürichs universitet.